# Glory (bài hát của Jay-Z)
"Glory" là một bài hát được trình bày bởi nghệ sĩ nhạc rap người Mỹ Jay-Z cùng con gái của anh là Blue Ivy Carter (được ghi danh là B.I.C.). Ca khúc được sản xuất bởi Pharrell Williams, và phát hành trên trang web chính thức của Jay-Z, LifeandTimes.com vào ngày 9 tháng 1 năm 2012, hai ngày sau khi vợ của anh, Beyoncé Knowles cho chào đời đứa con đầu lòng của mình, bé Blue. "Glory" sau đó đã được lên lịch để phát hành ở các trạm phát thanh nhạc urban đương đại tại Mỹ vào ngày 17 tháng 1 năm 2012. Bài hát nhạc hip-hop và rap này là một ca khúc bày tỏ tình cảm một cách cảm động đến bé gái của Jay-Z và người vợ của anh. Về ca từ, "Glory" kể về trải nghiệm và sự hạnh phúc của anh khi được làm cha lần đầu tiên. Ca khúc đồng thời cũng đề cập đến sự đau khổ của cặp đôi khi bị sẩy thai trước đó. Mở đầu bài hát là nhịp tim của Blue, sau đó là giọng Blue khóc gần cuối bài hát.

## Bối cảnh
Vào ngày 7 tháng 1 năm 2012, Beyoncé Knowles đã cho chào đời đứa con đầu lòng của cô và Jay-Z, Blue Ivy Carter, tại Bệnh viện Lenox Hill ở New York. Hai ngày sau, Jay-Z đã phát hành "Glory" trên trang mạng xã hội LifeandTimes.com của mình. Sản xuất bởi Pharrell Williams, ca khúc được sáng tác nhằm tôn vinh Blue Ivy Carter, người đã được ghi danh vào bài hát của anh. Ca khúc sau đó đã được phát hành tại các đài phát thanh nhạc urban đương đại vào ngày 17 tháng 1 năm 2012.

## Sáng tác và ý nghĩa ca từ
"Glory" là một bài hát nhạc hip-hop cảm động nhằm gửi tặng Blue Ivy Carter và Knowles, như Jay-Z đã hát trong ca khúc "Con là đứa trẻ của bố cùng đứa trẻ từ Destiny's Child." Về ca từ, Jay-Z đã thể hiện trải nghiệm hạnh phúc của mình khi được làm cha lần đầu tiên, "Cảm giác tuyệt vời nhất mà tôi có thể cảm nhận được / Từ ngữ không thể mô tả được cảm giác này, thật đấy / Con yêu, bố sẽ tô xanh màu trời / Tác phẩm lớn nhất trong đời bố là con." Anh đã mô tả Blue là "điều xinh đẹp nhất trên thế giới này", và hứa rằng sẽ luôn làm con hạnh phúc — đối nghịch với tuổi thơ đầy rắc rối của anh, khi cuộc đời anh bị tàn phá bởi sự ra đi của người cha, Adnes Reeves. Jocelyn Vena từ MTV News bình luận rằng khái niệm của bài hát xoay quanh sự hãnh diện của một người cha.
"Glory" mở đầu với nhịp tim của Blue, sau đó là phần lời rap: "Cảm giác tuyệt vời nhất mà tôi có thể cảm nhận được / Từ ngữ không thể mô tả được cảm giác này, thật đấy / Con yêu, bố sẽ tô xanh màu trời / Tác phẩm lớn nhất trong đời bố là con.". Trong giai đoạn thực hiện bài hát, Jay-Z tiết lộ rằng bé gái của hai người đã được "hình thành" ở Paris, một ngày trước khi Knowles thực hiện bộ ảnh bìa cho album phòng thu thứ tư của mình, 4 (2011). Ca khúc đồng thời cũng đề cập đến những rắc rối trong khi Knowles đang mang thai, trong đó có vụ sẩy thai trước đó, qua lời hát: "Báo động giả và khởi đầu không may mắn, tất cả đều khá hơn bởi nhịp đập trái tim con... lần trước việc sẩy thai đã quá bi kịch," và "Lần trước việc sẩy thai đã quá bi kịch / Ba mẹ đã nghĩ con có thể sẽ biến mất / Nhưng không bé yêu, con là phép màu". Ở đoạn cuối của "Glory", có thể nghe thấy Blue Ivy Carter đang khóc.

## Đánh giá chuyên môn
Touré từ tạp chí Time gọi "Glory" là một trong "những bản tình ca vĩ đại nhất trong lịch sử nhạc hip-hop". Chris Randle của The Village Voice thì cho rằng bài hát "nghe nhẹ nhàng và nhẹ nhõm, và đủ mềm mại để chịu một vài điểm; ở những điểm trọng tâm, giọng của Jay nghe như người ca run." Anh có nói thêm rằng Jay-Z "đi từ việc tiết lộ vụ sẩy thai trong quá khứ đến việc chia sẻ chính xác ngày thụ thai, as if still ambling through the ward in elated exhaustion." Maura Johnston cũng theo nguồn dư luận và cho rằng "Glory" rất "vui vẻ và từ tốn cũng như những thước quay chiếu cảnh làm cha trong những bộ phim; bạn có thể ngửi thấy mùi xì gà được đốt khi Jay gửi tặng đến đứa con đầu lòng lời nhắn nhủ đầu tiên (có lẽ không phải là cuối cùng), điều đó được thể hiện qua lời hát 'You're the child of a child from Destiny's Child.'" Nhà phê bình của SF Weekly, Shona Sanzgiri thì cho rằng "chàng rapper đang ăn mừng với một kết hợp lạ lẫm giữa sự chắc chắn và sự thành thật" trong ca khúc. Cô đồng thời cũng nói thêm rằng "Glory" một là một "condensed saga, where the revelations range from somewhat brazen... to somber". David K. Li, Josh Saul, và Tata Palmeri từ New York Post viết rằng "ca khúc đầy cảm động này có lẽ đã vượt qua những nhà phê bình khắt khe nhất của Jay-Z". Rob Markman từ MTV News khen ngợi "Glory" khi cho rằng Jay-Z rằng anh đã thu âm "thứ riêng tư và tuyệt vời nhất khi thêm thắt tiếng khóc và tiếng gù gù của niềm vui trong ca khúc, giúp cho bé gái của anh trở nên nổi bật". David Marchese của Spin thì cảm thấy "Jay đã nói lên tất cả tình cảm của một người cha trong ca khúc". Jody Rosen của Rolling Stone trao cho ca khúc 3.5 sao trên 5 sao, khen ngợi "giai điệu du dương của Neptunes." Anh đồng thời cũng so sánh ca khúc với "Isn't She Lovely?" (1976) của Stevie Wonder khi cho rằng đây là "một sự kết hợp giữa tình cảm vui mừng đến tự hào của một người cha cùng phong cách rap braggadocio: 'Một chút của Hov, toàn bộ của B.' Nhưng ca khúc vẫn phản ánh được cảm xúc. 'Tất cả mọi người đều trải qua mọi thứ... Cuộc sống là món quà, là tình yêu, hãy mở nó ra.'"

## Diễn biến xếp hạng
Bài hát đã xuất hiện tại vị trí 74 trên bảng xếp hạng Hot R&B/Hip-Hop Songs ngày 21 tháng 1 năm 2012 và thu hút 1.7 triệu khán giả theo thống kê của Nielsen BDS. Vì được ghi danh chính thức vào bài hát nên con gái của Jay-Z, Blue đã trở thành nghệ sĩ trẻ tuổi nhất có một bài hát xuất hiện trong một bảng xếp hạng của Billboard (hoặc tất cả những bảng xếp hạng khác). Ca khúc đồng thời cũng xuất hiện ở vị trí thứ 23 trên bảng xếp hạng Rap Songs ở Mỹ vào ngày 28 tháng 1 năm 2012.

## Xếp hạng
| Bảng xếp hạng (2012)                 | Vị trí cao nhất |
| ------------------------------------ | --------------- |
| US Hot R&B/Hip-Hop Songs (Billboard) | 63              |
| US Rap Songs (Billboard)             | 23              |

## Lịch sử phát hành
| Quốc gia | Ngày phát hành      | Định dạng                 | Hãng đĩa   |
| -------- | ------------------- | ------------------------- | ---------- |
| Hoa Kỳ   | 17 tháng 1 năm 2012 | Đài phát thanh nhạc Urban | Roc Nation |